# Balkankamsalamander
De balkankamsalamander (Triturus karelinii) is een salamander uit de familie echte salamanders (Salamandridae).

## Naam en indeling
De salamander wordt ook wel aangeduid met ook zuidelijke kamsalamander of oostelijke kamsalamander De wetenschappelijke naam van de soort werd voor het eerst voorgesteld door Alexander Strauch in 1870. Oorspronkelijk werd de wetenschappelijke naam Triton karelinii gebruikt.

## Uiterlijke kenmerken
Zoals alle kamsalamanders heeft ook deze soort een kleine dunne kam over de rug en staart, vrouwtjes alleen op de staart. Bij de mannetjes is de kam moeilijk te zien buiten de paartijd, omdat ze dan op het land leven en een drogere huid hebben. De kleur is bruin tot donkerbruin, met over het gehele lichaam een patroon van ronde donkere vlekken, ook op de knaloranje tot geel gekleurde keel en buik waar ze erg afsteken. Deze soort lijkt op de gewone kamsalamander (Triturus cristatus), maar heeft een forser lichaam en wordt iets langer; ongeveer 23 centimeter. De salamander wordt relatief oud, waarschijnlijk zo'n 15 jaar, en het kan wel zes jaar duren eer het dier geslachtsrijp is.

## Algemeen
De balkankamsalamander komt vooral voor in het oosten van de Balkan, Noord-Turkije en de Kaukasus. De habitat bestaat uit kleine meertjes, sloten, poelen en vennen van zeeniveau tot op 2100 meter hoog, in en rond bossen van zowel naald- als loofbomen. De voorkomens bestaan vooral uit kleine populaties rond wateren. De salamander is voornamelijk nachtactief. Het voedsel bestaat uit kleine waterinsecten en larven. Op het land levende exemplaren eten ook kleine slakken en wormen. Volgens de IUCN is de soort in aantal afgenomen maar wordt ze niet bedreigd.